# Live Earth
Live Earth (в превод: Жива Земя) е международен фестивал на поп и рок музиката, който се организира, за да привлече вниманието на световната общност (най-вече на политиците) върху проблемите на глобалното затопляне.
Фестивалът включва грандиозни безплатни концерти, с участието на повече от 150 поп изпълнители, които се състоят на 7 юли 2007 г. (07.07.07.) в градове и изследователска станция на всички континенти на Земята. Сред основните организатори на фестивала е бившият вицепрезидент на САЩ Ал Гор.
Счита се, че чрез масмедиите свидетели на събитието стават над 2 милиарда души.

## Концерти
- Азия – Шанхай (Китай), Токио и Киото (Япония)
- Антарктида – изследователска станция Ротера (Великобритания)
- Африка – Йоханесбург (ЮАР)
- Европа – Лондон (Великобритания), Хамбург (Германия), Рим (Италия)
- Океания – Сидни (Австралия)
- Северна Америка – Ню Йорк и Вашингтон (САЩ)
- Южна Америка – Рио де Жанейро (Бразилия)